# Double jeu (baseball)
Pour les articles homonymes, voir Double Jeu.

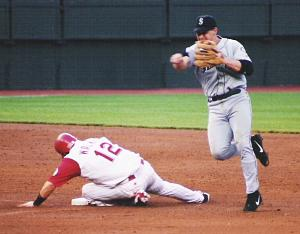
Après avoir touché la deuxième base, le joueur tente de relancer en première base afin de compléter le double jeu

Le double jeu (noté DP), ou en anglais double play, est une action de baseball au cours de laquelle la défense parvient à éliminer deux adversaires lors de la même action de jeu. On utilise l'expression « tourner un double jeu » pour commenter cette action lors d'une rencontre. Cette action est similaire au triple jeu, mais plus fréquente.
Si un retrait a déjà été effectué, il est impossible de marquer un point sur un double jeu, la manche étant terminée sur le troisième retrait. Par contre, si aucun frappeur n'a été retiré, le double jeu peut permettre à l'attaque de marquer un point. Dans certaines situations (coureurs en première et troisième bases), la défense peut laisser le coureur présent en troisième base marquer un point tout en éliminant le frappeur et le coureur présent en première base. Le batteur éliminé sur un double jeu ne peut être crédité d'un point produit si un coureur marque un point.
Le double jeu est souvent surnommé avec humour le meilleur ami des lanceurs parce qu'il peut rapidement sortir la défensive d'une situation précaire. Les lanceurs choisissent souvent des types de lancers augmentant les chances d'obtenir des balles à double jeu (généralement frappées plus ou moins faiblement au milieu du champ intérieur, rendant assez facile l'obtention d'un double jeu) et les équipes en défense peuvent modifier la formation en champ intérieur (on dit alors souvent que l'équipe adopte une défense serrée en champ intérieur) pour avoir plus de chances d'intercepter une éventuelle balle roulante. 

## Types de doubles jeux

### Doubles jeux sur balle roulante
Les doubles jeux les plus courants se produisent lorsqu'un coureur est déjà en première base et que le batteur frappe une roulante.
- Si la balle arrive au milieu du champ intérieur, le défenseur qui ramasse la balle (généralement l'arrêt-court ou le seconde base) la lance au joueur couvrant la seconde base. Ce dernier met un pied sur le coussin avant l'arrivée du coureur parti de la première base pour la première élimination; il envoie ensuite la balle au première base afin de provoquer l'élimination du frappeur et compléter le double jeu. Si le défenseur qui commence l'action de double jeu est l'arrêt-court, l'action est notée « 6-4-3 » sur la feuille de score selon la numérotation des défenseurs (6 pour l'arrêt-court, 4 pour le deuxième base et 3 pour le première base). Si la seconde base commence le double jeu, elle est notée « 4-6-3 ».

- Si la balle est frappée à gauche du terrain, le troisième base (5) peut être à l'origine d'un double jeu. L'action est notée « 5-4-3 » et demande rapidité et précision de la part du troisième base, le deuxième retrait devant intervenir à l'opposé de sa position sur le terrain.

- Les doubles jeux « 4-3-6 » ou « 6-3-4 » sont plus rares dans ces conditions. L'arrêt-court ou le joueur de deuxième base lance la balle vers la première base, le frappeur est alors éliminé sur jeu forcé par le première base. Ce dernier relance vers la deuxième base pour éliminer le coureur en route vers le deuxième coussin. Le défenseur doit alors toucher le coureur avec la balle dans son gant avant qu'il n'atteigne le but, le jeu n'étant plus forcé dans ce cas.

- Le lanceur peut aussi lancer un double jeu s'il ramasse une balle roulante (sur un amorti par exemple). Le plus souvent, il envoie la balle à l'arrêt-court qui relance vers le premier but (« 1-6-3 »). Il peut aussi envoyer la balle vers le joueur de deuxième but s'il est présent sur le coussin (« 1-5-3 »).

- L'arrêt-court ou le joueur de deuxième but peuvent aussi se rendre directement sur le deuxième but pour forcer l'élimination du coureur et envoyer la balle au premier but. Ces deux actions sont notées « 6-3 » et « 4-3 », la première élimination étant effectuée sans aide (unassisted out).

- Si la balle est frappé à droite du terrain, le joueur de premier but peut attraper la balle, la lancer au joueur positionné sur le deuxième but pour la première élimination et la récupère pour éliminer le frappeur. On a alors un double jeu « 3-6-3 » (avec l'arrêt-court) ou « 3-4-3 » (avec le joueur de deuxième but, plus rare). Deux variantes sont possibles si le joueur de premier but ne peut pas revenir à temps sur son coussin : « 3-6-1 » si le lanceur couvre le premier but, « 3-6-4 » si c'est le joueur de deuxième but. Le joueur de premier but peut aussi décider d'éliminer d'abord le batteur en touchant son but, puis lancer la balle vers le deuxième but où le défenseur doit toucher le coureur avant qu'il n'atteigne le but. Ces deux dernières actions sont notées « 3-6 » et « 3-4 », la première élimination étant effectuée sans aide (unassisted out).

### Double jeu sur une flèche
Avec un ou plusieurs coureurs sur les buts, si le batteur frappe une flèche (line drive), le défenseur qui capte la balle sans qu'elle ne touche le sol peut commencer un double jeu. Le frappeur étant déjà retiré, si un coureur s'est avancé pour voler le but suivant et n'a pas le temps de revenir sur son but pour le toucher, un défenseur peut le retirer en le touchant ou en étant en contact avec le but de départ, le tout en ayant la balle.
Exemple : un batteur se présente au marbre avec un coureur au deuxième but. Il frappe une flèche sur le joueur de deuxième but et il est donc éliminé. Si le coureur au deuxième but a pris de l'avance pour aller vers le troisième but (en espérant un coup sûr), il doit d'abord toucher le deuxième coussin pour être sauf ou commencer sa course vers le troisième but. Si l'arrêt-court reçoit la balle dans son gant et a le temps de toucher le coureur ou de revenir sur le deuxième but avant le coureur, alors ce dernier est éliminé et le double jeu est complété. Dans ce cas, il est noté « 4-6 ».
Plus rarement, un défenseur peut effectuer un « double jeu sans aide » en captant la flèche puis en touchant le coureur ou en arrivant sur le but de départ du coureur avant lui.

### Double jeu sur un amorti
Un double jeu peut aussi se produire à la suite d'un amorti mal exécuté. L'amorti étant souvent tenté avec un coureur présent au premier but, si la tentative échoue, le lanceur, le joueur de premier but ou le receveur peut ramasser la balle et l'envoyer au deuxième but vers l'arrêt-court (qui couvre ce but en cas d'amorti) et éliminer le coureur sur jeu forcé. L'arrêt-court peut lancer la balle vers le premier but pour retirer le batteur.

### Double jeu sur une chandelle
Plus rarement, un double jeu peut débuter avec une balle en chandelle captée par un défenseur en champ extérieur qui élimine déjà le frappeur.
- Si un coureur ne revient pas sur son coussin de départ avant la balle, il peut être retiré par un défenseur qui complète alors le double jeu. Cette action est assez rare car le coureur a souvent le temps de revenir sur son but pendant le lancer depuis le champ extérieur.

- Si un coureur au troisième but tente de marquer un point après une chandelle, le champ extérieur doit être suffisamment rapide et précis pour que le receveur touche le coureur avant qu'il n'atteigne le marbre. Le receveur se place le plus souvent devant le marbre pour le gêner et le coureur tente de l'éviter par une glissade pour toucher le marbre avec sa main sans se faire retirer.

### Double jeu après un retrait sur prises
Si un lanceur élimine un batteur sur trois prises, le receveur peut éliminer un coureur qui tente de voler :
- le deuxième but (« 2-6 » avec l'arrêt-court ou « 2-4 » avec le joueur de deuxième but),
- le troisième but (« 2-5 » avec le joueur de troisième but),
- le marbre (« 2-5-2 », souricière avec le joueur de troisième but).